# بيث
بيث أو باث إبن ماجوج هو شخصية في التاريخ الأسطوري الأيرلندي . كان ابن ماجوج ابن يافث ابن نوح وأب لفينيوس فارسايد وفقًا لنسخة " م " من كتاب ليبور جابالا إيرين، المعروف أيضًا باسم كتاب ليكان العظيم. يعرف بأنه من سكيثيا والقوط، أو الجايديل. وفي نفس الرواية، كان باث لديه أربعة إخوة وهم: إيباث وبراكان وإيموث وأيثيختا. لكن القصة تقول أيضًا أن " فينيوس فارسايد كان ابن باث، ابن إباث، ابن جومر وابن يافث ".
هناك الكثير من الأنساب المختلفة والمتضادة في المصادر التي تتكلم عن فينيوس وباث والميليسيين وما إلى ذلك، إما هو إبن ماجوج، أو جومر، أو حتى من جاوة أحيانًا. في بعض الروايات، يصبح باث نفس مكان ريفاث سكوت ( ريفاث ابن جومر)، يبدو أن أقدم التقاليد المتعلقة بفينيوس وباث في أوريسبت نا ن-إيسيس (حوالي القرن السابع) تجمع بين الشخصيات التي وُضعت في برج بابل وخروج موسى.
في الرواية الأقدم بكثير، يُطلق على أبناء دودانيم ابن ياوان اسم: إيثيب وبيث وفينك؛ وكان الأخير من هؤلاء أميرًا لليافثيين في وقت برج بابل.

## وصلات خارجية
- family search